# Rajd Meksyku 2013

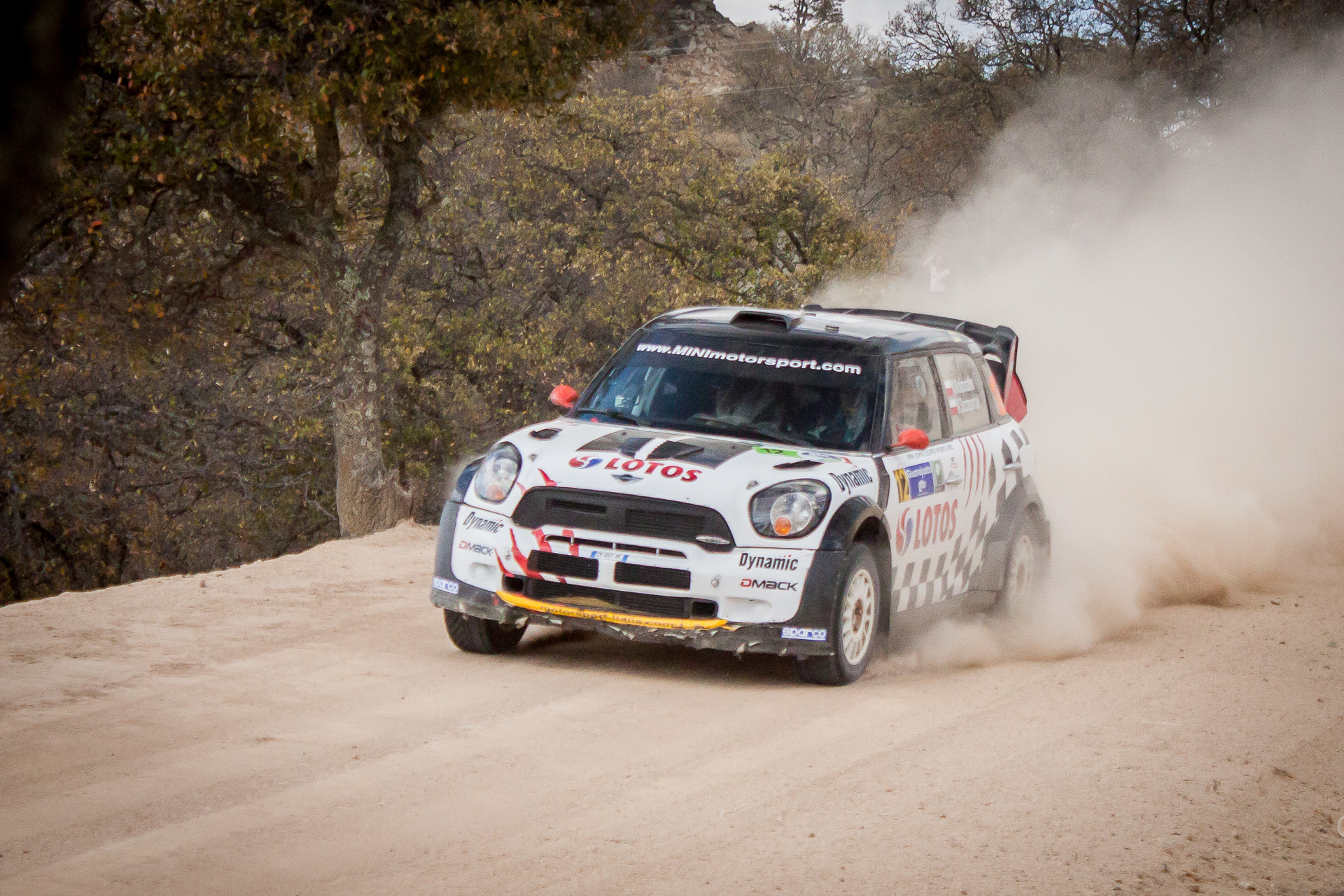
Michał Kościuszko podczas rajdu

Rajd Meksyku był 3. rundą Rajdowych Mistrzostw Świata 2013. Odbył się w dniach 7–10 marca 2013 roku, a jego bazą było meksykańskie miasto León w stanie Guanajuato. Rajd był także 3. rundą Mistrzostw Świata Samochodów S2000 (SWRC).
Rajd wygrał Sébastien Ogier, dla którego była to 9. wygrana w karierze, pierwsza w Rajdzie Meksyku i druga w sezonie. Drugie miejsce zajął Mikko Hirvonen jadący Citroenem DS3 WRC, a trzecie Thierry Neuville na Fordzie Fiesta RS WRC, dla którego było to pierwsze podium w karierze. Ogier wygrał 16 z 23 odcinków specjalnych. Rajd Meksyku był jedną z najmniej obsadzonych przez załogi rundą mistrzostw. Ze względu na ograniczoną liczbę startów w Rajdowych Mistrzostwach Świata 2013 w zmaganiach nie uczestniczył obrońca tytułu mistrzowskiego Sébastien Loeb, przez co na liście startowej nie pojawił się samochód z numerem 1.
Podczas 18. Odcinka Specjalnego – Otates 2 kibice zamknęli jedną z bram na trasie tuż przed przejazdem lidera klasyfikacji Sébastiena Ogiera. Bramę musiał otwierać pilot załogi Julien Ingrassia. W wyniku tego incydentu załoga straciła około 40 sekund i spadła na 6. miejsce w klasyfikacji odcinka. Jej zwycięzcą został Jari-Matti Latvala. Po przeanalizowaniu międzyczasów przez organizatorów stracone sekundy zostały odjęte od rezultatu załogi, dając jej prowadzenie na tym OS-ie.
W klasyfikacji SWRC najszybszy okazał się Abdulaziz Al-Kuwari jeżdżący Fordem Fiestą RRC, który w klasyfikacji ogólnej zajął 12. miejsce.

## Wyniki (punktujący zawodnicy)
| Poz.                | Nr                  | Kierowca            | Pilot                | Zespół                      | Samochód                       | Klasa               | Czas                | Strata              | Punkty              |
| Klasyfikacja główna | Klasyfikacja główna | Klasyfikacja główna | Klasyfikacja główna  | Klasyfikacja główna         | Klasyfikacja główna            | Klasyfikacja główna | Klasyfikacja główna | Klasyfikacja główna | Klasyfikacja główna |
| ------------------- | ------------------- | ------------------- | -------------------- | --------------------------- | ------------------------------ | ------------------- | ------------------- | ------------------- | ------------------- |
| 1                   | 8                   | Sébastien Ogier     | Julien Ingrassia     | Volkswagen Motorsport       | Volkswagen Polo R WRC          | WRC                 | 4:30:31.2           | 0.0                 | 28                  |
| 2                   | 2                   | Mikko Hirvonen      | Jarmo Lehtinen       | Citroën Total Abu Dhabi WRT | Citroën DS3 WRC                | WRC                 | 4:33:58.0           | +3:26.8             | 18                  |
| 3                   | 11                  | Thierry Neuville    | Nicolas Gilsoul      | Qatar World Rally Team      | Ford Fiesta RS WRC             | WRC                 | 4:34:50.8           | +4:19.6             | 15                  |
| 4                   | 3                   | Dani Sordo          | Carlos del Barrio    | Citroën Total Abu Dhabi WRT | Citroën DS3 WRC                | WRC                 | 4:36:33.7           | +6:02.5             | 12                  |
| 5                   | 6                   | Nasir al-Atijja     | Giovanni Bernacchini | Qatar World Rally Team      | Ford Fiesta RS WRC             | WRC                 | 4:39:01.6           | +8:30.4             | 10                  |
| 6                   | 10                  | Chris Atkinson      | Stéphane Prévot      | Abu Dhabi Citroën Total WRT | Citroën DS3 WRC                | WRC                 | 4:41:55.0           | +11:23.8            | 8                   |
| 7                   | 43                  | Ken Block           | Alex Gelsomino       | Hoonigan Racing Division    | Ford Fiesta RS WRC             | WRC                 | 4:42:15.3           | +11:44.1            | 6                   |
| 8                   | 14                  | Benito Guerra Jr.   | Borja Rozada         | Benito Guerra Jr.           | Citroën DS3 WRC                | WRC                 | 4:43:12.3           | +12:41.1            | 4                   |
| 9                   | 21                  | Martin Prokop       | Michal Ernst         | Jipocar Czech National Team | Ford Fiesta RS WRC             | WRC                 | 4:44:56.0           | +14:24.8            | 2                   |
| 10                  | 5                   | Jewgienij Nowikow   | Ilka Minor           | Qatar M-Sport WRT           | Ford Fiesta RS WRC             | WRC                 | 4:47:42.3           | +17:11.1            | 1                   |
| 11                  | 4                   | Mads Østberg        | Jonas Andersson      | Qatar M-Sport WRT           | Ford Fiesta RS WRC             | WRC                 | 4:57:07.4           | +26:36.2            | 2                   |
|                     |                     |                     |                      |                             |                                |                     |                     |                     |                     |
| 16                  | 7                   | Jari-Matti Latvala  | Miikka Anttila       | Volkswagen Motorsport       | Volkswagen Polo R WRC          | WRC                 | 5:25:20.3           | +54:49.1            | 1                   |
| WRC-2               |                     |                     |                      |                             |                                |                     |                     |                     |                     |
| 1 (12.)             | 48                  | Abdulaziz Al-Kuwari | Killian Duffy        | Seashore Qatar Rally Team   | Ford Fiesta RRC                | WRC-2               | 5:01:10.3           | 0.0                 | 25                  |
| 2 (13.)             | 41                  | Nicolás Fuchs       | Fernando Mussano     | Nicolás Fuchs               | Mitsubishi Lancer Evolution IX | WRC-2               | 5:10:25.7           | +9:15.4             | 18                  |
| 3 (14.)             | 38                  | Ricardo Triviño     | Àlex Haro            | Moto Club Igualda           | Mitsubishi Lancer Evolution X  | WRC-2               | 5:18:44.5           | +17:34.2            | 15                  |
| 4 (17.)             | 33                  | Armin Kremer        | Klaus Wicha          | Stohl Racing                | Subaru Impreza WRX STi         | WRC-2               | 5:49:13.1           | +48:02.8            | 12                  |
| 5 (18.)             | 34                  | Jurij Protasow      | Kuldar Sikk          | Symtech Racing              | Subaru Impreza STi R4          | WRC-2               | 5:57:12.3           | +56:02.0            | 10                  |

1. ↑  Oznaczenie WRC w klasie informuje, iż tylko ci kierowcy zdobywali punkty dla swoich zespołów liczonych w klasyfikacji producentów na koniec sezonu.

### Odcinki specjalne
| Dzień         | Numer odcinka | Nazwa odcinka                   | Długość  | Zwycięzca odcinka                | Nr | Zespół                      | Czas    | Pr. śr.     | Rally leader                     |
| ------------- | ------------- | ------------------------------- | -------- | -------------------------------- | -- | --------------------------- | ------- | ----------- | -------------------------------- |
| 1 (7–8 marca) | SS1           | Monster Street Stage Guanajuato | 1.05 km  | Thierry Neuville Nicolas Gilsoul | 11 | Qatar World Rally Team      | 0:53.7  | 70.39 km/h  | Thierry Neuville Nicolas Gilsoul |
| 1 (7–8 marca) | SS2           | Parque Bicentenario             | 2.60 km  | Sébastien Ogier Julien Ingrassia | 8  | Volkswagen Motorsport       | 2:25.3  | 64.42 km/h  | Sébastien Ogier Julien Ingrassia |
| 1 (7–8 marca) | SS3           | El Cubilete 1                   | 21.91 km | Sébastien Ogier Julien Ingrassia | 8  | Volkswagen Motorsport       | 12:50.7 | 102.34 km/h | Sébastien Ogier Julien Ingrassia |
| 1 (7–8 marca) | SS4           | Las Minas 1                     | 15.31 km | Mads Østberg Jonas Andersson     | 4  | Qatar M-Sport WRT           | 11:18.4 | 81.24 km/h  | Mads Østberg Jonas Andersson     |
| 1 (7–8 marca) | SS5           | Los Mexicanos 1                 | 9.76 km  | Mads Østberg Jonas Andersson     | 4  | Qatar M-Sport WRT           | 7:44.0  | 75.72 km/h  | Mads Østberg Jonas Andersson     |
| 1 (7–8 marca) | SS6           | El Chocolate 1                  | 30.57 km | Sébastien Ogier Julien Ingrassia | 8  | Volkswagen Motorsport       | 23:28.8 | 78.11 km/h  | Sébastien Ogier Julien Ingrassia |
| 1 (7–8 marca) | SS7           | Street Stage León 1             | 1.23 km  | Sébastien Ogier Julien Ingrassia | 8  | Volkswagen Motorsport       | 1:15.6  | 58.57 km/h  | Sébastien Ogier Julien Ingrassia |
| 1 (7–8 marca) | SS8           | El Cubilete 2                   | 21.91 km | Sébastien Ogier Julien Ingrassia | 8  | Volkswagen Motorsport       | 12:43.9 | 103.25 km/h | Sébastien Ogier Julien Ingrassia |
| 1 (7–8 marca) | SS9           | Las Minas 2                     | 15.31 km | Mads Østberg Jonas Andersson     | 4  | Qatar M-Sport WRT           | 11:07.5 | 82.57 km/h  | Sébastien Ogier Julien Ingrassia |
| 1 (7–8 marca) | SS10          | Los Mexicanos 2                 | 9.76 km  | Mads Østberg Jonas Andersson     | 4  | Qatar M-Sport WRT           | 7:37.6  | 76.78 km/h  | Sébastien Ogier Julien Ingrassia |
| 1 (7–8 marca) | SS11          | El Chocolate 2                  | 30.57 km | Sébastien Ogier Julien Ingrassia | 8  | Volkswagen Motorsport       | 22:54.6 | 80.06 km/h  | Sébastien Ogier Julien Ingrassia |
| 1 (7–8 marca) | SS12          | Super Special 1                 | 2.21 km  | Sébastien Ogier Julien Ingrassia | 8  | Volkswagen Motorsport       | 1:37.7  | 81.43 km/h  | Sébastien Ogier Julien Ingrassia |
| 1 (7–8 marca) | SS13          | Super Special 2                 | 2.21 km  | Sébastien Ogier Julien Ingrassia | 8  | Volkswagen Motorsport       | 1:35.5  | 83.30 km/h  | Sébastien Ogier Julien Ingrassia |
| 2 (9 marca)   | SS14          | Ibarrilla 1                     | 30.04 km | Sébastien Ogier Julien Ingrassia | 8  | Volkswagen Motorsport       | 17:49.8 | 101.09 km/h | Sébastien Ogier Julien Ingrassia |
| 2 (9 marca)   | SS15          | Otates 1                        | 42.17 km | Sébastien Ogier Julien Ingrassia | 8  | Volkswagen Motorsport       | 30:21.4 | 83.35 km/h  | Sébastien Ogier Julien Ingrassia |
| 2 (9 marca)   | SS16          | Street Stage León 2             | 1.23 km  | Mikko Hirvonen Jarmo Lehtinen    | 2  | Citroën Total Abu Dhabi WRT | 1:15.8  | 58.42 km/h  | Sébastien Ogier Julien Ingrassia |
| 2 (9 marca)   | SS17          | Ibarrilla 2                     | 30.04 km | Sébastien Ogier Julien Ingrassia | 8  | Volkswagen Motorsport       | 17:40.3 | 101.99 km/h | Sébastien Ogier Julien Ingrassia |
| 2 (9 marca)   | SS18          | Otates 2                        | 42.17 km | Sébastien Ogier Julien Ingrassia | 8  | Volkswagen Motorsport       | 29:55.4 | 84.56 km/h  | Sébastien Ogier Julien Ingrassia |
| 2 (9 marca)   | SS19          | Super Special 3                 | 2.21 km  | Sébastien Ogier Julien Ingrassia | 8  | Volkswagen Motorsport       | 1:37.4  | 81.68 km/h  | Sébastien Ogier Julien Ingrassia |
| 2 (9 marca)   | SS20          | Super Special 4                 | 2.21 km  | Sébastien Ogier Julien Ingrassia | 8  | Volkswagen Motorsport       | 1:35.0  | 83.75 km/h  | Sébastien Ogier Julien Ingrassia |
| 3 (10 marca)  | SS21          | Guanajuatito                    | 54.85 km | Mikko Hirvonen Jarmo Lehtinen    | 2  | Citroën Total Abu Dhabi WRT | 35:58.4 | 91.48 km/h  | Sébastien Ogier Julien Ingrassia |
| 3 (10 marca)  | SS22          | Derramadero (Power stage)       | 21.14 km | Sébastien Ogier Julien Ingrassia | 8  | Volkswagen Motorsport       | 13:00.5 | 97.51 km/h  | Sébastien Ogier Julien Ingrassia |
| 3 (10 marca)  | SS23          | Super Special 5                 | 4.42 km  | Dani Sordo Carlos del Barrio     | 3  | Citroën Total Abu Dhabi WRT | 3:10.0  | 83.75 km/h  | Sébastien Ogier Julien Ingrassia |

## Klasyfikacja po 3 rundzie

### Kierowcy
| Lp. | Kierowca        | Pkt |
| --- | --------------- | --- |
| 1   | Sébastien Ogier | 74  |
| 2   | Sébastien Loeb  | 43  |
| 3   | Mikko Hirvonen  | 30  |
| 4   | Daniel Sordo    | 27  |
| 5   | Mads Østberg    | 26  |

### Producenci
| Lp. | Producent                      | Pkt |
| --- | ------------------------------ | --- |
| 1   | Citroën Total Abu Dhabi WRT    | 87  |
| 2   | Volkswagen Motorsport          | 81  |
| 3   | Qatar M-Sport World Rally Team | 37  |
| 4   | Qatar World Rally Team         | 35  |
| 5   | Abu Dhabi Citroën Total WRT    | 23  |